# Blue Jean
«Blue Jean» — песня Дэвида Боуи. Вышла в 1984 году как первый сингл с альбома Tonight.
Вдохновением для создания песни послужили работы Эдди Кокрана.
Песня вошла в первую десятку и в США, и в Великобритании. Режиссёром Джулиеном Темплом на песню был снят 20-минутный видеоклип. Как утверждает Дейв Томпсон с сайта AllMusic, именно по этому видеоклипу песню теперь лучше всего и помнят. Томпсон также отмечает, что альтер эго Дэвида Боуи, которое исполняло эту песню, — Screaming Lord Byron, — было самым глупым образом в его карьере.
Вышеупомянутый видеоклип к этой песне (он назывался Jazzin’ for Blue Jean) был отмечен премией «Грэмми» за 1984 год в категории «Лучшее видео, короткая форма» (теперь переименованной в «Лучшее музыкальное видео»).

## Список композиций

### 7": EMI America / EA 181 (Великобритания)
1. «Blue Jean» — 3:08
2. «Dancing with the Big Boys» — 3:32

- Некоторые версии 7-дюймового сингла вышли на голубом виниле

### 12": EMI America / 12EA 181 (Великобритания)
1. «Blue Jean» (Extended Dance Mix) — 5:15
2. «Dancing with the Big Boys» (Extended Dance Mix) — 7:28
3. «Dancing with the Big Boys» (Extended Dub Mix) — 7:15